# Йоган Фонлантен
Йоган Фонлантен (нім. Johan Vonlanthen, нар. 1 лютого 1986, Санта-Марта) — швейцарський футболіст колумбійського походження, нападник.
Виступав, зокрема, за «Ред Булл», з яким став дворазовим чемпіоном Австрії. Також виступав за національну збірну Швейцарії на Євро-2004 та Євро-2008.

## Клубна кар'єра
Народився 1 лютого 1986 року в місті Санта-Марта, Колумбія. Вихованець футбольної школи клубу «Янг Бойз». Дорослу футбольну кар'єру розпочав 2001 року в основній команді того ж клубу у 16 років, в якій провів два сезони, взявши участь у 37 матчах чемпіонату.
Своєю грою за цю команду привернув увагу представників тренерського штабу ПСВ, до складу якого приєднався влітку 2003 року. Після непоганого першого сезону поступово почав втрачати форму і, як наслідок, був відданий в оренду в італійську «Брешію» на другу половину сезону 2004-05, а після повернення в Ейндговен, майже відразу був відданий в оренду на сезон 2005/06 в «Бреду», де був основним гравцем, зігравши за сезон 32 матчі в чемпіонаті.
Влітку 2006 року уклав контракт з австрійським клубом «Ред Булл», у складі якого провів наступні три роки своєї кар'єри гравця, вигравши за цей час два чемпіонати Австрії.
Влітку 2009 року відправився в оренду на батьківщину, провівши сезон 2009/10 у «Цюриху», після чого повернувся в «Ред Булл», де провів ще один сезон.
2011 року повернувся на історичну батьківщину, де став виступати за місцевий клуб «Ітагуї». У травні 2012 року, у віці 26 років, гравець оголосив про завершення кар'єри через хронічні болі у коліні та бажання більше часу приділяти родині, проте 14 травня 2013 року несподівано оголосив про повернення у футбол і 11 червня підписав контракт з клубом «Грассгоппер». Загалом відіграв за команду з Цюриха 5 матчів у національному чемпіонаті, так і не закріпившись у команді. Через це щоб отримати ігрову практику, у січні 2014 року його віддали в оренду у «Шаффгаузен» з другого дивізіону. 
Перед сезоном 2014/15 Фонлантен перейшов на правах вільного агента до женевського клубу «Серветт». Там він забив 10 голів у 32 іграх, перш ніж чергова травма вибила його з ладу на півроку. Після травми він перейшов у «Віль» у 2016 році, де грав до 2018 року. Після цього він спочатку був без клубну, а незабаром остаточно завершив кар'єру футболіста того ж року та почав вивчати спортивний менеджмент в Університеті Санкт-Галлена.

## Виступи за збірну

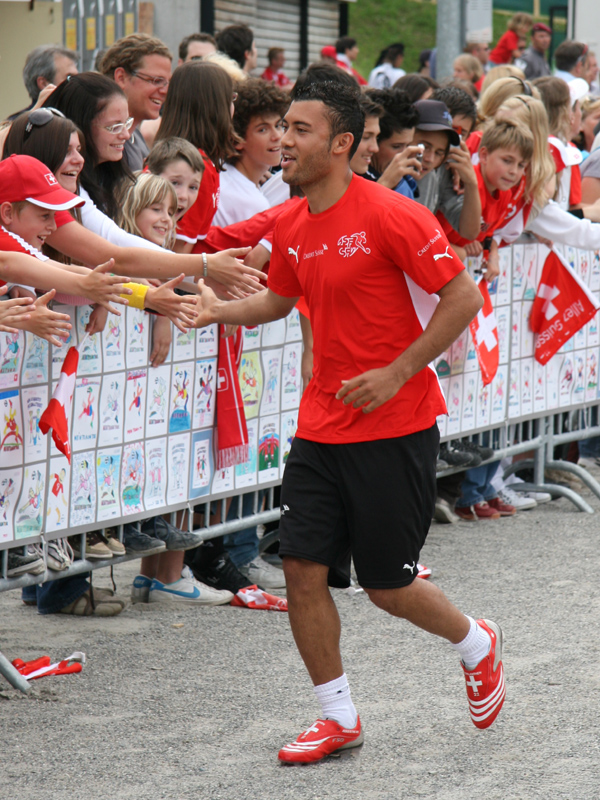
Йоган Фонлантен на домашньому Євро-2008

6 червня 2004 року дебютував в офіційних матчах у складі національної збірної Швейцарії в товариській грі проти збірної Ліхтенштейну, вийшовши на 81 хвилині замість Александера Фрая.
У складі збірної був учасником чемпіонату Європи 2004 року у Португалії, де завдяки голу у ворота збірної Франції 21 червня став самим юним бомбардиром за всю історію європейських першостей. Був заявлений до складу збірної на Чемпіонат світу з футболу 2006 року, але в останній момент отримав травму і був замінений. Проте вже на наступний форум Фонлантен поїхав, зігравши в усіх трьох матчах збірної на домашньому чемпіонаті Європи 2008 року.
Після приходу на посаду головного тренера збірної Оттмара Гітцфельда Йоган поступово втратив місце в основі, а з 2009 року взагалі перестав викликатись. Всього провів у формі головної команди країни 40 матчів, забивши 7 голів.

## Тренерська кар'єра
У 2024 році Фонлантен був прийнятий на роботу у «Цюрих». Спочатку він працював тренером в академії та жіночій команді, а З квітня 2024 року став помічником тренера під керівництвом нового головного тренера Рікардо Моніза, який знав Фонлантена ще з часів його гри за «Ред Булл».

## Титули і досягнення
- Чемпіон Нідерландів (1):

ПСВ: 2004-05
- Володар Кубка Нідерландів (1):

ПСВ: 2004-05
- Чемпіон Австрії (2):

«Ред Булл»: 2006-07, 2008-09